# Letná (stadion)
Letná is een voetbalstadion in de Moravische stad Zlín, Tsjechië. De Fortuna-ligaclub FC Zlín speelt in dit stadion haar thuiswedstrijden. Omdat het stadion niet aan de eisen voor Europees voetbal voldoet, speelde FC Fastav Zlín haar drie thuiswedstrijden in het seizoen 2017/18 in de Europa League in het Andrův stadion in Olomouc.
Andrův stadion (SK Sigma Olomouc) ·
Ďolíček (Bohemians Praag 1905) ·
Fotbalový stadion Střelecký ostrov (SK Dynamo České Budějovice) ·
Letní stadion (FK Pardubice) ·
Malšovická aréna (FC Hradec Králové) ·
Městský stadion (MFK Karviná) ·
Městský stadion (FK Mladá Boleslav) ·
Městský stadion v Ostravě-Vítkovicích (FC Baník Ostrava) ·
Městský fotbalový stadion Miroslava Valenty (1. FC Slovácko) ·
Na Julisce (FK Dukla Praag) ·
Stadion Na Stínadlech (FK Teplice) ·
Fortuna arena (SK Slavia Praag) ·
Stadion města Plzně (FC Viktoria Pilsen) ·
Stadion Sparty na Letné (AC Sparta Praag) ·
Stadion Střelnice (FK Jablonec) ·
Stadion u Nisy (FC Slovan Liberec)
Andrův stadion (SK Sigma Olomouc „B“) ·
Letná (FC Zlín) ·
Městský fotbalový stadion Srbská (FC Zbrojovka Brno) ·
Městský stadion (Slezský FC Opava) ·
Městský stadion v Kotlině (FK Varnsdorf) ·
Městský stadion v Ostravě-Vítkovicích (FC Baník Ostrava „B“) ·
Hřiště v Kvapilově ulici (FC Silon Táborsko) ·
Sportovní areál Drnovice (MFK Vyškov) ·
Sportovní areál Na Chvalech (SK Slavia Praag "B") ·
Stadion FK Viktoria Žižkov (FK Viktoria Žižkov / AC Sparta Praag „B“) · 
Stadion SK Líšeň (SK Líšeň 2019) ·
Stadion v Jiráskově ulici (FC Vysočina Jihlava) ·
Stadion v Kollárově ulici (FC Sellier & Bellot Vlašim) ·
Stadion Za Místním nádražím (1. SK Prostějov) ·
Stadion Za Vodojemem (MFK Chrudim) ·
Stadion Evžena Rošického · Strahovstadion